# Bill Haslam
William Edward "Bill" Haslam (n. 23 de agosto de 1958) es un político estadounidense del partido republicano.
Ha sido el alcalde de Knoxville desde 2003 hasta 2011. Actualmente, en 2011, es el gobernador de Tennessee, tras haber ganado al candidato demócrata Mike McWherter en las elecciones de noviembre de 2010. Tomó posesión del cargo de gobernador el 15 de enero de 2011.